# Хейнс (Арканзас)
Хейнс (англ. Haynes, Arkansas) — город, расположенный в округе Ли (штат Арканзас, США) с населением в 214 человек по статистическим данным переписи 2000 года.

## География
По данным Бюро переписи населения США город Хейнс имеет общую площадь в 1,04 квадратных километров, водных ресурсов в черте населённого пункта не имеется.
Хейнс расположен на высоте 67 метров над уровнем моря.

## Демография
По данным переписи населения 2000 года в Хейнсе проживало 214 человек, 51 семья, насчитывалось 71 домашнее хозяйство и 74 жилых дома. Средняя плотность населения составляла около 214 человек на один квадратный километр. Расовый состав Хейнса по данным переписи распределился следующим образом: 14,95 % белых, 85,05 % — чёрных или афроамериканцев.
Из 71 домашних хозяйств в 31,0 % — воспитывали детей в возрасте до 18 лет, 50,7 % представляли собой совместно проживающие супружеские пары, в 12,7 % семей женщины проживали без мужей, 26,8 % не имели семей. 23,9 % от общего числа семей на момент переписи жили самостоятельно, при этом 14,1 % составили одинокие пожилые люди в возрасте 65 лет и старше. Средний размер домашнего хозяйства составил 3,01 человек, а средний размер семьи — 3,60 человек.
Население города по возрастному диапазону по данным переписи 2000 года распределилось следующим образом: 36,4 % — жители младше 18 лет, 4,7 % — между 18 и 24 годами, 21,5 % — от 25 до 44 лет, 22,4 % — от 45 до 64 лет и 15,0 % — в возрасте 65 лет и старше. Средний возраст жителей составил 36 лет. На каждые 100 женщин в Хейнсе приходилось 89,4 мужчин, при этом на каждые сто женщин 18 лет и старше приходилось 97,1 мужчин также старше 18 лет.
Средний доход на одно домашнее хозяйство в городе составил 19 583 доллара США, а средний доход на одну семью — 21 250 долларов. При этом мужчины имели средний доход в 22 188 долларов США в год против 20 000 долларов среднегодового дохода у женщин. Доход на душу населения в городе составил 8057 долларов в год. 30,0 % от всего числа семей в населённом пункте и 42,1 % от всей численности населения находилось на момент переписи населения за чертой бедности, при этом 54,4 % из них были моложе 18 лет и 50,0 % — в возрасте 65 лет и старше.